# Задембце
Задембце (пол. Zadębce) — село в Польщі, у гміні Тріщани Грубешівського повіту Люблінського воєводства. Населення — 295 осіб (2011).

## Історія
За даними етнографічної експедиції 1869—1870 років під керівництвом Павла Чубинського, у селі проживали греко-католики, які розмовляли українською мовою.
21-25 червня 1947 року під час операції «Вісла» польська армія виселила зі села на приєднані до Польщі північно-західні терени 11 українців. У селі залишилося 502 поляки.
У 1975—1998 роках село належало до Замойського воєводства.

## Населення
Демографічна структура станом на 31 березня 2011 року:
|          | Загалом | Допрацездатний вік | Працездатний вік | Постпрацездатний вік |
| -------- | ------- | ------------------ | ---------------- | -------------------- |
| Чоловіки | 151     | 33                 | 93               | 25                   |
| Жінки    | 144     | 28                 | 70               | 46                   |
| Разом    | 295     | 61                 | 163              | 71                   |